# Макувець (Куявсько-Поморське воєводство)
Макувець (пол. Makówiec, нім. Mohnfeld) — село в Польщі, у гміні Хростково Ліпновського повіту Куявсько-Поморського воєводства.
Населення — 504 особи (2011).
У 1975-1998 роках село належало до Влоцлавського воєводства.

## Демографія
Демографічна структура станом на 31 березня 2011 року:
|          | Загалом | Допрацездатний вік | Працездатний вік | Постпрацездатний вік |
| -------- | ------- | ------------------ | ---------------- | -------------------- |
| Чоловіки | 270     | 61                 | 181              | 28                   |
| Жінки    | 234     | 49                 | 131              | 54                   |
| Разом    | 504     | 110                | 312              | 82                   |